# St-Michel (Salon-de-Provence)

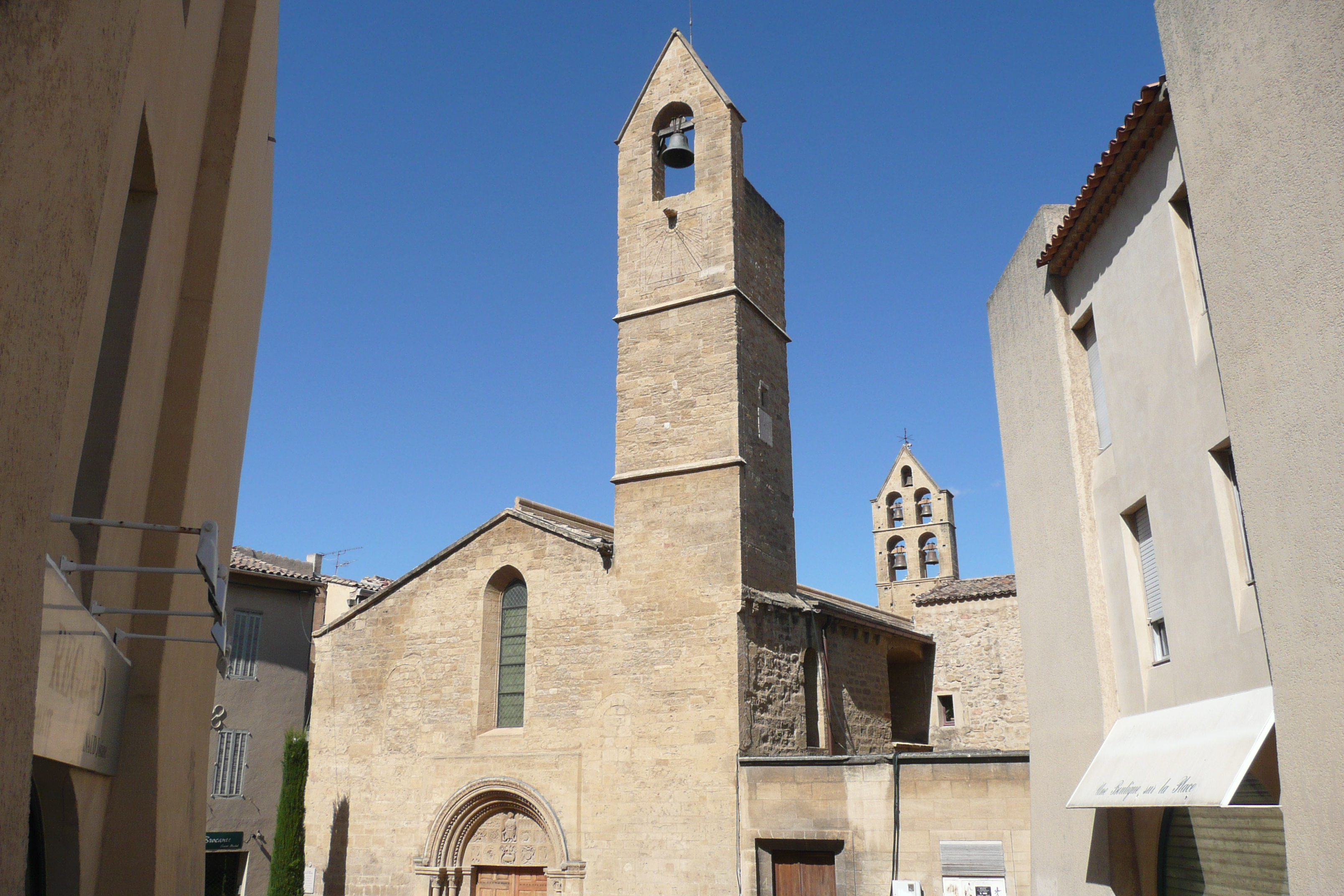
Kirche Saint-Michel in Salon-de-Provence

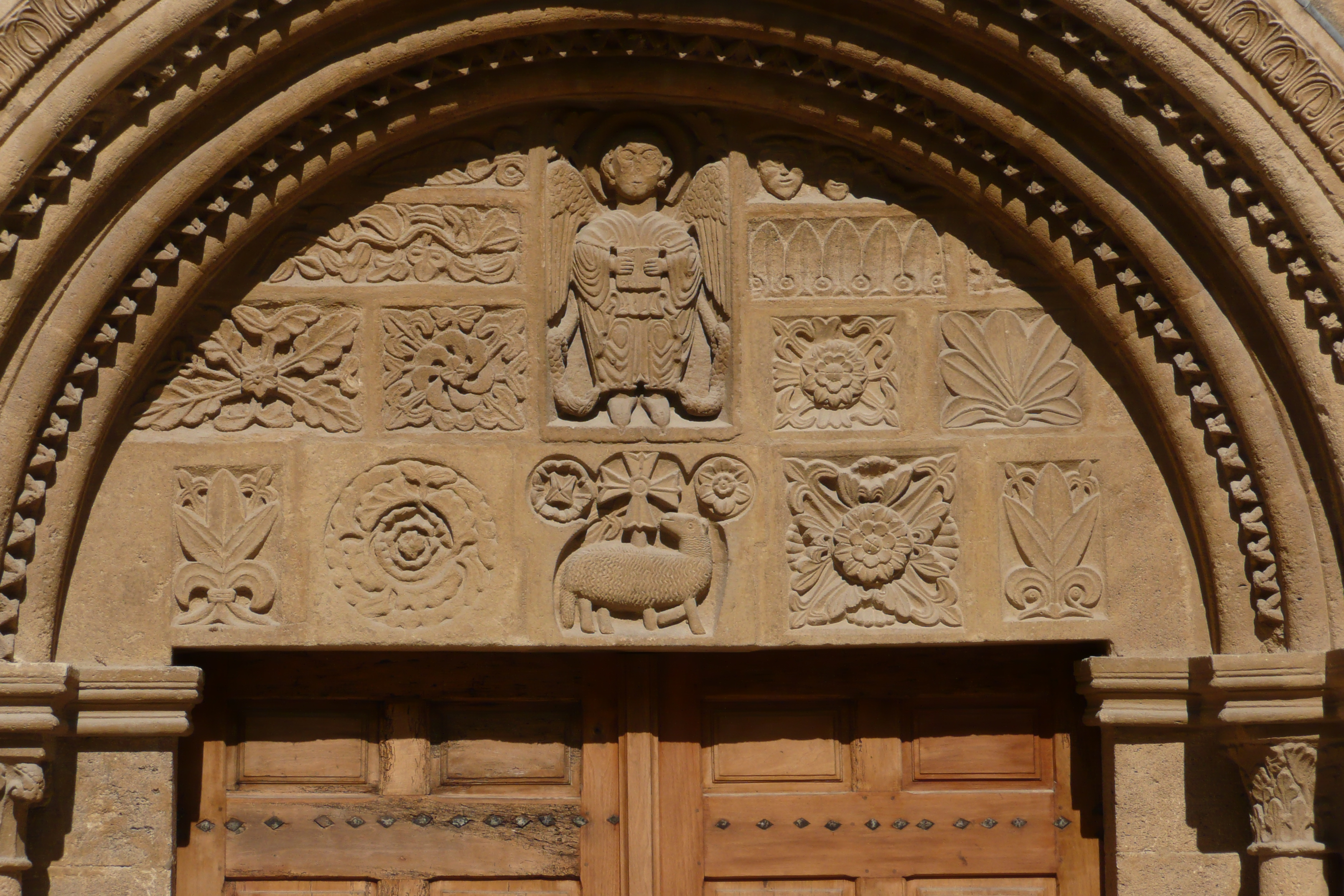
Tympanon von Saint-Michel

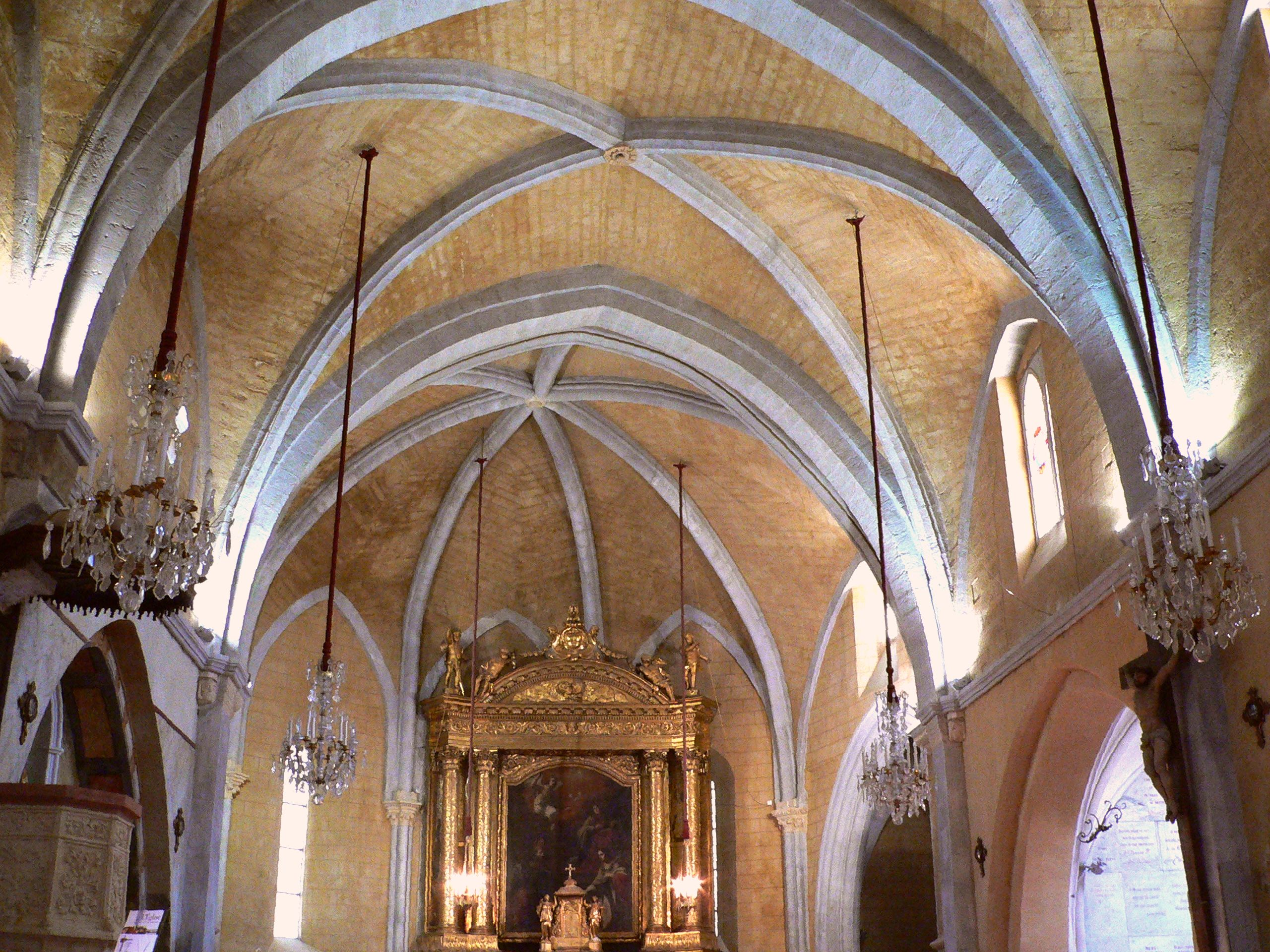
Innenansicht der Kirche

Die römisch-katholische Kirche Saint-Michel in Salon-de-Provence, einer Stadt im südfranzösischen Département Bouches-du-Rhône in der Region Provence-Alpes-Côte d’Azur ist seit 1983 ein geschütztes Kulturdenkmal (Monument historique).

## Geschichte
Die dem Erzengel Michael geweihte Kirche mit einem Schiff stammt aus der Übergangszeit von der Romanik zur Gotik. Im 15. Jahrhundert wurde das Innere umgestaltet; außerdem wurde ein Turm hinzugefügt, der bis zum 17. Jahrhundert als Uhrturm diente, dann aber eine Glocke erhielt.

## Tympanon
Bemerkenswert ist das von zwei Diamantstäben eingefasste und mit vegetabilisch-floralen Schmuckmotiven wie Blattrosetten etc. verzierte Tympanon des Westportals, in dessen Mitte der eher ‚primitiv‘ skulptierte Erzengel Michael thront. Zu seinen Füßen befinden sich zwei Schlangen, darunter erscheint das Lamm Gottes.